# Мізанур Чоудхурі
Мізанур Рахман Чоудхурі(бенг. মিজানুর রহমান চৌধুরী; 19 жовтня 1928 − 2 лютого 2006) — політичний діяч Бангладеш, прем'єр-міністр країни з 9 липня 1986 до 27 березня 1988 року.

## Біографія
Чоудхурі народився в окрузі Чандпур. Під час навчання в коледжі зацікавився політикою. 1962 року його було обрано до парламенту Пакистану, частиною якого на той час був Бангладеш, від партії Авамі Ліг. Коли Муджибура Рахмана та інших лідерів партії було заарештовано 1966 року, Чоудхурі зайняв пост генерального секретаря Авамі Ліг, цю посаду він обіймав до 1967 року. Був активним учасником війни за незалежність Бангладеш 1971 року. Після здобуття незалежності він тривалий час був членом національного парламенту. В уряді Муджибура Рахмана 1973 року він зайняв пост міністра інформації, та після вбивства Рахмана 1975 року залишив цей пост й очолив фракцію Авамі Ліг у парламенті.
На початку 1980-их років Чоудхурі підтримав захоплення влади Хуссейном Мухаммедом Ершадом та приєднався до партії Джатії 1984 року. За часів президентства Ершада він обіймав посаду прем'єр-міністра упродовж двох років (1986–1988). 1990 року правління Ершада скінчилось. Чоудхурі повернувся до лав Авамі Ліг 2001 року та був радником партії до самої своєї смерті.